# نظرية الفعل المعقول

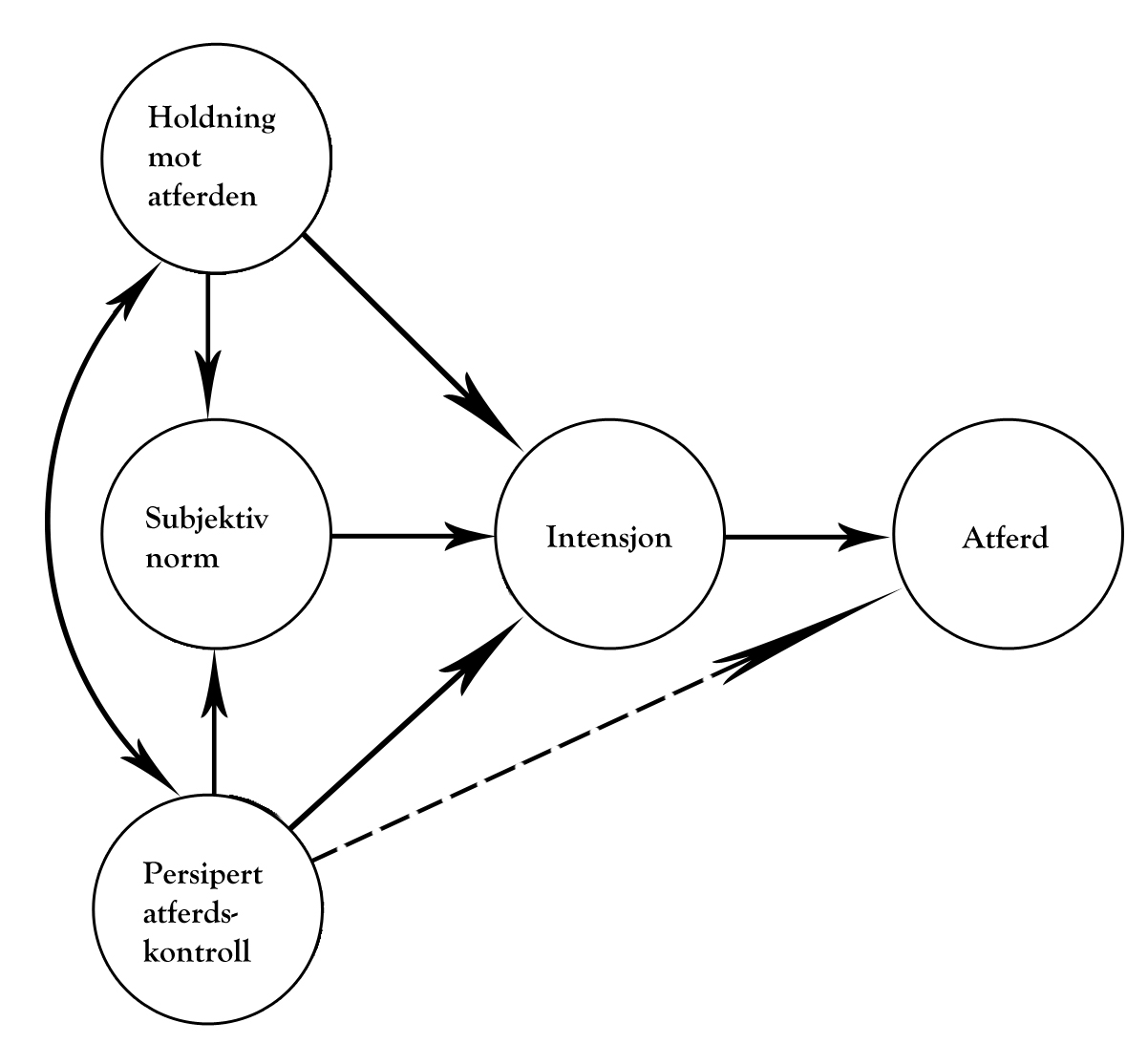

نظرية الفعل المعقول أو نظرية الفعل المنطقي أو الفعل المبرر هي واحدة من نماذج الإقناع السيكولوجي، وتستخدم أيضا في التواصل الخطابي كنظرية لفهم رسائل الإقناع. تأسست نظرية الفعل المعقول من قبل مارتن فيشبن وأجزين في عام 1967، واستمدت النظرية من عدة بحوث بدأت كنظرية حول اتجاه التصرف. وهي تهدف إلى شرح العلاقة بين الاتجاه وسلوك الفرد ضمن فعله، وتستخدم لتوقع تصرف الفرد بناء على اتجاهه ومقصده من سلوك مسبق. ويعتمد قرار الشخص بالخضوع في سلوك معين على توقعه من النتائج المصاحبة لهذا السلوك.

## نظرة عامة على نظرية
تعمل نظرية الفعل المعقول على فهم سلوك الفرد الطوعي. الأفكار حول هذه النظرية مرتبطة بما يحفز الفرد على إتمام سلوك معين. وفقا للنظرية، الرغبة من فعل سلوك معين يؤدي إلى فعل السلوك. وهذه الرغبة عرفت بـمقصد السلوك، وجاءت نتيجة اعتقاد الفرد بأن لكل سلوك يقوم بِه سيؤدي إلى نتيجة معينة. مقصد السلوك مهم النظرية حيث انه يعتمد على شيئان: اتجاه السلوك، والمعايير الشخصية. تشير نظرية الفعل المعقول على انه كل ما كانت نية الفرد قوية اتجاه سلوك معين فهذا يكون حافز ليزيد الجهد الذي يبذله اتجاه السلوك وهذا أيضا يزيد من احتمالية حدوث السلوك. 
العالمين أجزين وفيشبن أشاروا إلى عاملان يحددان مقصد الشخص: اتجاه السلوك والمعايير الشخصية.
اتجاه السلوك: هو رأي الفرد الشخصي سواء كان السلوك المعني إيجابي أو سلبي المعايير الشخصية: نظرة الفرد لسلوك معين من منظور المجتمع، وهو أيضا يشكل ضغط على الفرد حيث انه لا يميز إذا كان الفرد يتقبل أو لا هذا التصرف. 
فالأفكار الناتجة من معايير الشخصية واتجاه السلوك تحدد مقصد السلوك ومن ثم أدائه. والباحثين في نظرية الفعل المعقول أشاروا إلى أن هناك ثلاث حالات ممكن أن تؤثر على العلاقة بين السلوك ومقصد السلوك، وهي:

### الحالة الأولى
قياس عزم الفرد يجب أن يتوافق مع نوعيته، بمعنى أنه عند توقع سلوك معين يجب أن يكون مقصد السلوك مساويا.

### الحالة الثانية
أن يكون هناك استقرار بالنية بين وقت القياس وأداء السلوك. فالنية يجب ان تبقى نفسها من وقت وجودها حتى القيام بالسلوك. 

### الحالة الثالثة
مدى قصد الفرد من القيام بسلوك معين هو تحت سيطرته الإرادية. الفرد لديه القدرة دائما بالتحكم بسلوكه؛ إذا كان يريد القيام به أو لا. وهذه الحالات لها علاقة بتحول السلوك من الاستجابات اللفظية إلى السلوك الفعلي.